# Álex Collado
Álex Collado Gutiérrez (Sabadell, 22 april 1999) is een Spaans voetballer die doorgaans speelt als middenvelder voor Al-Shamal.

## Clubcarrière

### FC Barcelona
Collado begon zijn carrière bij Mercantil, voordat hij in 2006 overstapte naar RCD Espanyol. Hier speelde hij drie seizoenen voordat hij in 2009 overstapte naar La Masia, de jeugdopleiding van de Catalaanse grootmacht FC Barcelona. In 2016 behaalde hij met de Juvenil B de derde plaats op de Future Cup, het jeugdtoernooi van AFC Ajax. In 2017 en 2018 werd hij met de Juvenil A, het hoogste jeugdelftal, regionaal kampioen in de División de Honor. In het seizoen 2017/2018 was Collado met elf doelpunten clubtopscorer in de compnetitie. Daarnaast werd de UEFA Youth League gewonnen. Collado debuteerde op 17 maart 2017 voor FC Barcelona B tegen Lorca CF. Op 4 mei 2019 volg de zijn debuut in het eerste elftal. In een wedstrijd in de Primera División tegen Celta de Vigo viel Collado in voor Ousmane Dembélé.

### Real Betis en uitleenperiodes
Vanaf het seizoen 2021/22 zou Álex Collado officieel worden ingeschreven voor het eerste elftal van FC Barcelona. Door een administratieve fout van de club werd hij echter niet speelgerechtigd verklaard voor deelname aan enige competitie gedurende dat seizoen. Als gevolg daarvan werd hij in de winterstop van het seizoen 2021/22 verhuurd aan Granada CF, gevolgd door een verhuurperiode bij Elche CF in het seizoen 2022/23.
Op 27 juli 2023 maakte Real Betis de komst van Collado bekend. Hij tekende een contract tot medio 2029. Collado kwam echter nooit in actie voor de Andalusische club en werd in opeenvolgende seizoenen uitgeleend: in 2023/24 aan het Saoedische Al-Okhdood en in 2024/25 aan Al-Kholood.

### Al-Shamal
In de zomer van 2025 maakte Real Betis bekend dat Collado een transfer maakt naar het Qatarese Al-Shamal voor een bedrag van 2,5 miljoen euro. Hij tekende daar een contract tot medio 2028.